# Forgószél hadművelet (1991)
A Forgószél hadművelet (horvátul: Operacija Vihor) a Horvát Hadsereg (HV) sikertelen offenzívája volt a horvátországi Banovina régióban, 1991. december 11. és 13. között, a horvátországi háború korai szakaszában. Az offenzíva fő támadóerejeként egyetlen gyalogdandárt vetettek be, amelyet egy hidász egység, valamint egy maroknyi harckocsi és páncélozott szállítójármű támogatott. Bár az offenzíva kezdeti szakaszában alig találkozott ellenállással és taktikai meglepetést ért el, a hadművelet a korlátozott kiképzés és a csekély harci tapasztalatok miatt rosszul volt megtervezve, támogatva és végrehajtva. Az offenzíva egy rövid életű hídfőállást hozott létre, amelyet két nappal a hadművelet megkezdése után, a Glinától északra vezényelt jugoszláv katonai alakulatok intenzív harckocsi- és aknavetőtüze miatt pánikszerűen evakuáltak.
A műveletet a rossz tervezés és végrehajtás, az elégtelen előkészítés, felderítés és kiképzés, valamint az offenzívát irányító Sziszeki Operatív Csoport által alkalmazott nem megfelelő vezetési és irányítási módszerek miatt kritizálták. Hiányoztak a világos célok is. Ezt követően a horvát katonai hatóságok megvizsgálták a kudarc okait, és megállapították, hogy nagyon kevés írásos dokumentum – köztük írásos egységszintű utasítás – volt a művelettel kapcsolatban. Emiatt Davor Domazet-Lošo admirális arra a következtetésre jutott, hogy az offenzívát hivatalosan nem engedélyezték. A hivatalos vizsgálat senkit sem vont felelősségre a kudarcért, ehelyett egyszerűen a megfigyelt problémákat részletezte.

## Előzmények
1990-ben, a horvát szocialistáknak a horvátországi parlamenti választás során elszenvedett veresége után az etnikai feszültségek tovább fokozódtak. Az ellenállás minimalizálása érdekében a Jugoszláv Néphadsereg (Jugoslovenska Narodna Armija - JNA) elkobozta Horvát Területvédelmi Erők fegyvereit. Augusztus 17-én a feszültség a horvátországi szerbek nyílt lázadásává fajult, mely döntően a dalmát hátország Knin környéki, valamint Lika, Kordun, Banovina és Kelet-Horvátország túlnyomóan szerbek lakta területeire koncentrálódott. Ezt 1991 januárjában a Szerb Köztársaság két sikertelen próbálkozása követte, amellyel Montenegró és a Vajdaság valamint Koszovó támogatását kívánta megszerezni a jugoszláv elnökség jóváhagyásához ahhoz, hogy utasítsa a JNA-t a horvát biztonsági erők leszerelésére.
A szerb felkelők és a horvát különleges rendőrség márciusi vértelen összecsapása után maga a JNA – Szerbia és szövetségesei támogatásával – kérte a szövetségi elnökséget, hogy adjon neki háborús felhatalmazást és hirdessen ki rendkívüli állapotot. A kérést március 15-én elutasították, és a JNA Slobodan Milošević szerb elnök irányítása alá került. Milošević, Jugoszlávia megőrzése helyett inkább a Szerbia területi gyarapítására irányuló erőfeszítéseket részesítette előnyben, és nyilvánosan azzal fenyegetőzött, hogy a JNA-t a szerb hadsereggel váltja fel, és kijelentette, hogy már nem ismeri el a szövetségi elnökség tekintélyét. A hónap végére a konfliktus horvát függetlenségi háborúvá fajult. A JNA egyre nagyobb mértékben támogatta a horvátországi szerb felkelőket, és megakadályozta, hogy horvát rendőrség a konfliktusba beavatkozzon. Április elején a horvátországi szerbek vezetői kinyilvánították azon szándékukat, hogy az ellenőrzésük alatt álló, Krajinai Szerb Autonóm Terület (SAO Krajina) néven ismert területet integrálják Szerbiával. Horvátország kormánya ezt a nyilatkozatot nyílt elszakadási kísérletnek tekintette.
Májusban a horvát kormány válaszul megalakította a Horvát Nemzeti Gárdát (Zbor narodne garde - ZNG), de ennek felfegyverzését hátráltatta Egyesült Nemzetek Szervezete (ENSZ) Biztonsági Tanácsának 713. számú határozatával szeptemberben bevezetett fegyverembargó. Október 8-án Horvátország kikiáltotta függetlenségét Jugoszláviától, és egy hónappal később a ZNG-t átkeresztelték Horvát Hadseregre (Hrvatska vojska - HV). 1991 végén már a háború leghevesebb harcai zajlottak, melynek csúcspontjai az 1991-es  jugoszláv hadjárat, Dubrovnik ostroma, és a vukovári csata voltak. Nyugat-Szlavóniában a HV-nek sikerült több ponton visszaszorítania a JNA-t, és december elején az Otkos–10 hadműveletben visszafoglalta a Papuk-hegység területét.

## A szembenálló erők
A HV „Sziszek” Operatív Csoportja (Sisak OG) által tervezett offenzíva fő ereje a 102. gyalogdandár volt, melyet, mint a Sisak OG fennhatósági területén (AOR) tartalékként bevetett egyetlen harci egységet a zágrábi hadműveleti zóna parancsnoksága a Sisak OG-hoz csatolt.
A 102. dandár mellett, amelyet Franc Ferenčak százados irányított, a sziszeki hadműveleti zónába a zágrábi hadműveleti zónából egy páncélos-gépesített egységet is telepítettek, amelyet szintén a Sisak OG irányítása alá osztottak be. Az egység nyolc harckocsiból és két páncélozott szállító harcjárműből állt.
A Sisak OG a 102. gyalogdandár jobbszárnyának támogatásával a horvát 10. területvédelmi (TO) dandárt bízta meg. A balszárny védelmét a 144. gyalogdandár 2. „Glina” zászlóaljára bízták.
A 102. gyalogdandár és a független páncélos-gépesített egység megerősítésére a 10. és a 102. dandár egyes zászlóaljaihoz a Glina zászlóaljból tíz katonát vezényeltek, és további két katonát jelöltek ki, hogy terepismeretükkel szolgáljanak a harckocsik irányításához. Ezenkívül a Glina zászlóalj feladata volt a felderítés, a JNA hátvédeinek zaklatása és az elfoglalt infrastruktúra biztosítása.
A Glina zászlóalj támogatására osztották be a sziszeki különleges rendőrséget, és közvetve a fő támadóerőt. A 36. mérnök-hidász-zászlóalj a 102. gyalogdandár Kulpa folyón való átkelésének bíztosításával volt megbízva. A Sisak OG parancsnoka Božo Budimir vezérőrnagy volt.
A horvátországi szerb területvédelmi erők és JNA védelmi vonala Sziszek városától közvetlenül nyugatra és Glinától északra, a Kulpa folyó jobb (déli) partja mentén helyezkedett el, amelynek hadereje nagyrészt az 592. és a 622. gépesített JNA-dandárokból állt. A szerb haderő a szemközti parton, Sziszektől nyugatra a HV 100. gyalogdandárral, jobbról a 145. gyalogdandárral, nyugatra pedig a horvát TO 10. dandárjával érintkezett. A Forgószél hadművelet tervezett főiránya az 592. gépesített dandár ellenőrzési területén keresztül vezetett, melynek parancsnoka Boško Džombić ezredes volt.

## A hadművelet lefolyása
A HV 102. gyalogdandár 1992. december 11-én érkezett meg a Sisak OG ellenőrzési területére, és még aznap este, nem hagyva időt semmilyen felkészülésre vagy felderítésre, körülbelül 20:00-kor parancsot kapott az offenzíva megindítására. A HV Glina zászlóalj és a különleges rendőri erők felderítő és szabotázs különítménye december 11-én és 12-én éjjel komppal áthajózott a Kulpa folyón, elfoglalva Stankovac falut, és a folyó átkelőjénél felkészülve a 102. gyalogdandár támogatására. A 36. mérnök-hidász zászlóalj Šišinec falunál 4:00-ra befejezte az átkelőhely építését, a 102. gyalogdandár élcsapatai pedig fél órával később keltek át a Kulpa folyón.
A folyami átkelést 08:00 óráig semmi sem akadályozta, ekkor azonban a védelemben álló JNA-erő aknavetős támadást indított az átkelőhely ellen. Ennek ellenére a 102. gyalogdandár 1. zászlóalja aznap reggel 9:00-ra megtisztította a folyószakaszt az ellenségtől, és elérte Stankovacot.
A Kulpa folyón végrehajtott három órás átkelést követően 13:00-ra a független páncélos-gépesített egység a 6 km-re délre fekvő Mala Solina felé vette az irányt, az egységet azonban feltartóztatták a JNA páncélosai, és kénytelen volt visszatérni Stankovacba. Hogy tovább nehezítse a HV helyzetét, a 10. dandár meg sem indult dél felé, míg a 102. független dandár 2. zászlóalja 16 órára, amikor parancsnokának csatlakoznia kellett volna az egységhez, még nem kelt át Kulpán. Közben a 102. gyalogdandár 3. zászlóalja elérte a Kulpa folyó jobb (déli) partján fekvő Vratečko falut, de nem tudott csatlakozni a Kulpától délre lévő haderőhöz, mivel a zászlóaljat a dandár többi tagjától elválasztó híd még nem volt a HV ellenőrzése alatt.
Estére a 2. zászlóalj, amely az eredetileg a horvát TO 10. dandárjához rendelt feladatát látta el parancsot kapott, hogy váljon le az offenzíva főirányától és védje meg a 102. dandár 1. zászlóaljának jobb szárnyát. Ezzel egyidejűleg a 10. dandár parancsnokát az előrehaladás elmulasztása miatt felmentették beosztásából. Ettől függetlenül az egység inaktív maradt. Azok a HV-egységek, amelyeknek december 12-én sikerült átkelniük a folyón, meglepték a JNA-t, és jelentős áldozatokról számoltak be.
December 12-ről 13-ra virradó éjszaka a levegő hőmérséklete -15 fokra süllyedt, és a HV-csapatok reggelig Stankovacban kerestek menedéket, ezzel összezsugorítva a 102. gyalogdandár által tartott hídfőt. Közben a 36. mérnök-hidászzászlóalj felszerelését eltávolította a kulpai átkelőről, és mindössze négy-hat csónakot hagyott hátra. A 102. gyalogdandár parancsnoksága leválasztva a Stankovacban levő fő támadóerőről Stari Farkašićban maradt.
December 13-án, 07:00 körül a HV független páncélozott-gépesített egység a Kulpa mentén északnyugat felé, Gračanica Šišinečka irányába nyomult előre. Az előrenyomulás során az egyik harckocsit elfogták, legénysége pedig az elfogást követően életét vesztette. Szinte ezzel egy időben a JNA harckocsi- és aknavetős támadást indított Stankovac és a Šišinecnél épített folyami átkelőhely ellen. A HV páncélos-gépesített alakulat és a 102. gyalogdandár 1. zászlóalja pánikba esett, mert azt hitték, hogy az átkelőhely elveszett, és jelentős veszteségeket szenvedve rendezetlenül kezdtek visszaáramlani Šišinec felé. Mivel a megmaradt HV páncélosokat nem lehetett a folyón átszállítani, a harckocsikat a haderő egyik saját tankja semmisítette meg. A tankot ezután, hogy megakadályozzák elfoglalását, robbanóanyaggal megsemmisítették. Mivel a folyami átkelőhelyen túl kevés csónak volt ahhoz, hogy lehetővé tegyék a gyors visszavonulást, a csapatok egy része átúszta a folyót, aminek következtében a nagyon hideg vízben többen megfulladtak. A dandár parancsnoksága Galdovohoz húzódott vissza, míg a csapatok megkezdték a Zágráb felé történő visszavonulást. December 15-ére az egész dandár visszatért Zágrábba.

## Következmények
Bár a JNA veszteségei nem ismertek, a HV 18 halottat és 18 sebesülttet, valamint nyolc harckocsi, két páncélozott szállító harcjármű és hét csónak veszteséget szenvedett el. Csak a 2011 fős 102. gyalogdandár egymaga 13 halálos áldozatot szenvedett. Nevüket később egy emléktáblán is megörökítették Šišinecben, a Kulpa folyó átkelőhelyénél. Az offenzíva után Horvátországban azt hitték, hogy az áldozatok száma jóval magasabb, akár 60 halott és 200 sebesült is lehet.
Egy horvátországi szerb félkatonai egységet, a glinai székhelyű „Šiltovi”-t gyanúsítják azzal, hogy a hadifogolyként elhurcolt HV-katonákat visszavonulás közben megölte. Ezenkívül a horvátországi szerb erők a joševicai mészárlásban a HV-offenzíva megtorlásaként 21 civilt is megöltek. A gyilkosságot az SAO Krajina hatóságai vizsgálták, és arra a következtetésre jutottak, hogy a gyilkosságok bosszúból történtek a szerb félkatonai alakulat a hadművelet során Gračenica faluban elesett 21 katonájának haláláért. 2010-ben a horvát hatóságok hat személy ellen emeltek vádat Joševica faluban elkövetett háborús bűnök miatt.
A sikertelen offenzívát a HV 1991-ben vizsgálta, majd később a nyugalmazott HV dandártábornok Vlado Hodalj kutatta, aki arra a következtetésre jutott, hogy az offenzíva összességében a rossz tervezés és előkészítés, konkrétan a felderítés és tartalékok hiánya miatt vallott kudarcot. Ezenkívül Hodalj a kudarc okaként a Sisak OG nem megfelelő vezetését említette, rámutatva a 10. dandár tétlenségére, és a 2. gárdadandárnak a kisegítő szerepkörben történő helytelen alkalmazására egy tapasztalatlan, az offenzívába kevés kiképzéssel részt vevő dandár oldalának védelmében. Végül megállapította, hogy magának az offenzívának sem volt egyértelmű célja. A horvát Davor Domazet-Lošo tengernagy is bírálta az offenzívát, mint szükségtelen, pusztán taktikai, és politikailag kontraproduktív, és valószínűleg a megfelelő hatóságok engedélye nélkül végrehajtott műveletet.
Hodalj megdicsérte a Sisak OG parancsnokságát, amiért sikerült titokban tartania a hadműveletet egészen az elindításig, és gondoskodott arról, hogy meglepje a JNA-t. A sikeres titoktartás tükröződött abban is, hogy a 102. gyalogdandárt látszólag az utolsó pillanatban irányította át az offenzívára, bár azt korábban Sziszektől keletre, Sunjába telepítette. Bírálata arra vonatkozott, hogy a Sisak OG nem készített részletes folyami átkelési terveket, és még csak nem is adott ki térképeket és írott dandárszintű parancsokat az átkelőhelyekre vonatkozóan – ehelyett szóbeli parancsokra hagyatkozott. Hasonlóképpen, a csapatok nem voltak felszerelve a hideg időjárás elviselésére alkalmas ruházattal, ami korlátozta hatékonyságukat. Hodalj arra a következtetésre jutott, hogy az offenzíva meghaladta a Sisak OG szükségleteit és képességeit. Annak ellenére, hogy az 1991-es HV vizsgálat arra a következtetésre jutott, hogy az offenzívát tíz napig készítették elő, és azt a zágrábi hadműveleti zóna parancsnoksága hagyta jóvá, az előkészületekre vonatkozóan nincsenek olyan dokumentumok, amelyeket maga a Sisak OG bocsátott ki. Az offenzíva gyenge előkészítése miatt, és amiért hadművelet után elmenekült a csatatérről a 102. gyalogdandárt nyilvános bírálatok érték Horvátországban.

## Fordítás
Ez a szócikk részben vagy egészben  az   Operation Whirlwind című angol Wikipédia-szócikk ezen változatának fordításán alapul.  Az eredeti cikk szerkesztőit annak laptörténete sorolja fel. Ez a jelzés csupán a megfogalmazás eredetét és a szerzői jogokat jelzi, nem szolgál a cikkben szereplő információk forrásmegjelöléseként.